# Championnats du monde de gymnastique acrobatique 2022
Navigation
Édition précédente Édition suivante
Les championnats du monde de gymnastique acrobatique 2022, vingt-huitième édition des championnats du monde de gymnastique acrobatique, ont lieu du 10 au 13 mars 2022 à la National Gymnastics Arena (en) de Bakou, en Azerbaïdjan.
En raison de l'invasion de l'Ukraine par la Russie en 2022, la Russie et la Biélorussie sont bannis de la compétition tandis que la délégation ukrainienne ne peut pas se déplacer. Ces tris pays représentent la moitié des médailles distribuées aux derniers Mondiaux.

## Podiums

### Combiné
| Épreuve         | Or | Argent | Bronze |
| --------------- | --- | --- | --- |
| Par équipe      | Belgique Kim Bergmans Lise de Meyst Simon De Wever Helena Heijens Bo Hollebosch Jonas Raus Bram Roettger Viktor Vermeire Wannes Vlaeminck | Portugal Fabio Beco Beatriz Carneiro Barbara da Silva Siqueira Rita Ferreira Francisca Maia Bruno Ramalho Ana Teixeira | Grande-Bretagne Amani Egbor Bradley Gold Archie Goonesekera Finlay Gray Dylan Howells Natasha Hutchinson Andrew Morris-Hunt Zoey Nok |
| Duo masculin    | États-Unis Braiden McDougall Angel Felix                                                                                                  | Kazakhstan Vadim Shulyar Daniyel Dil                                                                                   | Azerbaïdjan Daniel Abbasov Murad Rafiyev                                                                                             |
| Duo féminin     | Portugal Rita Ferreira Ana Teixeira | Hongrie Dorina Bernath Noemi Stattner                                                                                  | Kazakhstan Alexandra Rudakova Damira Talgat                                                                                          |
| Duo mixte       | Belgique Bram Roettger Helena Heijens | Grande-Bretagne Natasha Hutchinson Dylan Howells                                                                       | Allemagne Daniel Blintsov Pia Schuetze                                                                                               |
| Groupe féminin  | Belgique Lise de Meyst Kim Bergmans Bo Hollebosch                                                                                         | Portugal Barbara da Silva Sequeira Beatriz Carneiro Francisca Maia                                                     | États-Unis Eily Corbett Victoria Blante Cassidy Cu                                                                                   |
| Groupe masculin | Grande-Bretagne Archie Goonesekera Andrew Morris-Hunt Finlay Gray Bradley Gold                                                            | Belgique Wannes Vlaeminck Jonas Raus Viktor Vermeire Simon de Wever                                                    | Israël Hen Banuz Lior Borodin Amir Daus Tomer Offir                                                                                  |

### Statique
| Épreuve         | Or                                                                  | Argent                                                                         | Bronze                                                        |
| --------------- | ------------------------------------------------------------------- | ------------------------------------------------------------------------------ | ------------------------------------------------------------- |
| Duo masculin    | Kazakhstan Vadim Shulyar Daniyel Dil                                | Portugal Fabio Beco Bruno Ramalho                                              | États-Unis Braiden McDougall Angel Felix                      |
| Duo féminin     | Portugal Rita Ferreira Ana Teixeira                                 | États-Unis Katherine Borcherding Cierra McKown                                 | Kazakhstan Alexandra Rudakova Damira Talgat                   |
| Duo mixte       | Belgique Bram Roettger Helena Heijens                               | Grande-Bretagne Natasha Hutchinson Dylan Howells                               | Allemagne Daniel Blintsov Pia Schuetze                        |
| Groupe féminin  | États-Unis Eily Corbett Victoria Blante Cassidy Cu                  | Belgique Lise de Meyst Kim Bergmans Bo Hollebosch                              | Autriche Larissa Höfler Paula Sophie Pfurtscheller Hanna Paic |
| Groupe masculin | Belgique Wannes Vlaeminck Jonas Raus Viktor Vermeire Simon de Wever | Grande-Bretagne Archie Goonesekera Andrew Morris-Hunt Finlay Gray Bradley Gold | Israël Hen Banuz Lior Borodin Amir Daus Tomer Offir           |

### Dynamique
| Épreuve         | Or                                                                             | Argent                                                             | Bronze                                                              |
| --------------- | ------------------------------------------------------------------------------ | ------------------------------------------------------------------ | ------------------------------------------------------------------- |
| Duo masculin    | États-Unis Braiden McDougall Angel Felix                                       | Kazakhstan Vadim Shulyar Daniyel Dil                               | Azerbaïdjan Daniel Abbasov Murad Rafiyev                            |
| Duo féminin     | Portugal Rita Ferreira Ana Teixeira                                            | Kazakhstan Alexandra Rudakova Damira Talgat                        | Hongrie Dorina Bernáth Noémi Stattner                               |
| Duo mixte       | Belgique Bram Roettger Helena Heijens                                          | Azerbaïdjan Aghasif Rahimov Raziya Seyidli                         | Grande-Bretagne Natasha Hutchinson Dylan Howells                    |
| Groupe féminin  | Belgique Lise de Meyst Kim Bergmans Bo Hollebosch                              | Portugal Beatriz Carneiro Bárbara da Silva Sequeira Francisca Maia | Israël Yarin Ovadia Meshi Hurvitz Inbal Zeitounei                   |
| Groupe masculin | Grande-Bretagne Archie Goonesekera Andrew Morris-Hunt Finlay Gray Bradley Gold | Israël Hen Banuz Lior Borodin Amir Daus Tomer Offir                | Belgique Wannes Vlaeminck Jonas Raus Viktor Vermeire Simon de Wever |

## Tableau des médailles
| Rang  | Nation          | Or | Argent | Bronze | Total |
| ----- | --------------- | -- | ------ | ------ | ----- |
| 1     | Belgique        | 7  | 2      | 1      | 10    |
| 2     | Portugal        | 3  | 4      | 0      | 7     |
| 3     | États-Unis      | 3  | 1      | 2      | 6     |
| 4     | Grande-Bretagne | 2  | 3      | 2      | 7     |
| 5     | Kazakhstan      | 1  | 3      | 2      | 6     |
| 6     | Israël          | 0  | 1      | 3      | 4     |
| 7     | Azerbaïdjan     | 0  | 1      | 2      | 3     |
| 8     | Hongrie         | 0  | 1      | 1      | 2     |
| 9     | Allemagne       | 0  | 0      | 2      | 2     |
| 10    | Autriche        | 0  | 0      | 1      | 1     |
| Total | Total           | 16 | 16     | 16     | 48    |